# UCI Asia Tour 2006-2007
El UCI Asia Tour 2006-2007 fue la tercera edición del calendario ciclístico internacional asiático. Contó con 23 carreras y se inició el 22 de octubre de 2006 en Japón, con la Japan Cup y finalizó el 17 de septiembre de 2007 también en Japón con el Tour de Hokkaido.
El ganador a nivel individual fue el iraní Hossein Askari del equipo Giant Asia Racing Team. El Giant Asia fue el vencedor por equipos por tercera vez consecutiva, mientras que por países Irán logró por segunda vez la victoria.

## Calendario
Contó con las siguientes carreras, tanto por etapas como de un día.

### Octubre 2006
| Fecha | Carrera   | Cat. | Ganador        | Equipo del ganador   |
| ----- | --------- | ---- | -------------- | -------------------- |
| 22    | Japan Cup | 1.1  | Riccardo Riccò | Saunier Duval-Prodir |

### Noviembre 2006
| Fecha    | Carrera         | Cat. | Ganador           | Equipo del ganador     |
| -------- | --------------- | ---- | ----------------- | ---------------------- |
| 12       | Tour de Okinawa | 1.2  | Takashi Miyazawa  | Cycle Racing Team Vang |
| 12 al 17 | Tour de Hainan  | 2.2  | Sergey Kolesnikov | Omnibike Dynamo Moscou |

### Diciembre 2006
| Fecha    | Carrera                             | Cat. | Ganador              | Equipo del ganador     |
| -------- | ----------------------------------- | ---- | -------------------- | ---------------------- |
| 25 al 30 | Tour del Mar de la China Meridional | 2.2  | Alexander Khatuntsev | Omnibike Dynamo Moscou |

### Enero 2007
| Fecha    | Carrera          | Cat. | Ganador            | Equipo del ganador    |
| -------- | ---------------- | ---- | ------------------ | --------------------- |
| 6 al 12  | Jelajah Malaysia | 2.2  | Mahdi Sohrabi      |                       |
| 20 al 25 | Tour de Siam     | 2.2  | Jai Crawford       |                       |
| 28 al 2  | Tour de Catar    | 2.1  | Wilfried Cretskens | Quick Step-Innergetic |

### Febrero 2007
| Fecha   | Carrera          | Cat. | Ganador          | Equipo del ganador |
| ------- | ---------------- | ---- | ---------------- | ------------------ |
| 2 al 11 | Tour de Langkawi | 2.HC | Anthony Charteau | Crédit Agricole    |

### Marzo 2007
| Fecha    | Carrera        | Cat. | Ganador         | Equipo del ganador             |
| -------- | -------------- | ---- | --------------- | ------------------------------ |
| 4 al 8   | Taftan Tour    | 2.2  | Hossein Nateghi | Mes Kerman                     |
| 18 al 24 | Tour de Taiwán | 2.2  | Shawn Milne     | Health Net presented by Maxxis |

### Abril 2007
| Fecha    | Carrera     | Cat. | Ganador       | Equipo del ganador |
| -------- | ----------- | ---- | ------------- | ------------------ |
| 21 al 27 | Kerman Tour | 2.2  | Pavel Nevdakh | Brisasport Turkiye |

### Mayo 2007
| Fecha    | Carrera            | Cat. | Ganador               | Equipo del ganador           |
| -------- | ------------------ | ---- | --------------------- | ---------------------------- |
| 20 al 27 | Tour de Japón      | 2.2  | Francesco Masciarelli | Acqua & Sapone-Caffè Mokambo |
| 22 al 29 | Tour de Azerbaiyán | 2.2  | Hossein Askari        | Giant Asia                   |

### Julio 2007
| Fecha    | Carrera                    | Cat. | Ganador            | Equipo del ganador                        |
| -------- | -------------------------- | ---- | ------------------ | ----------------------------------------- |
| 4 al 8   | Tour del Este de Java      | 2.2  | Björn Glasner      | Regiostrom-Senges                         |
| 14 al 22 | Vuelta al Lago Qinghai     | 2.HC | Gabriele Missaglia | Serramenti PVC Diquigiovanni-Selle Italia |
| 29 al 4  | Tour de Hong Kong Shanghai | 2.2  | James Meadley      | Jelly Belly Cycling                       |

### Agosto 2007
| Fecha   | Carrera                              | Cat. | Ganador              | Equipo del ganador |
| ------- | ------------------------------------ | ---- | -------------------- | ------------------ |
| 4 y 5   | Melaka Chief Minister Cup            | 2.2  | Mohd Rauf Nur Nisbah |                    |
| 8 al 14 | Tour de Milad du Nour                | 2.2  | Ghader Mizbani       | Giant Asia         |
| 18 y 19 | Test event Road Cycling Beijing 2008 | 2.2  | Cadel Evans          | Predictor-Lotto    |

### Septiembre 2007
| Fecha    | Carrera                          | Cat. | Ganador          | Equipo del ganador |
| -------- | -------------------------------- | ---- | ---------------- | ------------------ |
| 1 al 9   | Tour de Corea                    | 2.2  | Sung Baek Park   |                    |
| 8        | Campeonato Asiático Contrarreloj | CC   | Eugen Wacker     | Kirguistán         |
| 10       | Campeonato Asiático en Ruta      | CC   | Takashi Miyazawa | Japón              |
| 13 al 17 | Tour de Hokkaido                 | 2.2  | Henri Werner     | Isaac              |

## Clasificaciones

### Individual
| Posición | Ciclista           | Puntos |
| -------- | ------------------ | ------ |
| 1        | Hossein Askari     | 313    |
| 2        | Ghader Mizbani     | 300    |
| 3        | Takashi Miyazawa   | 233    |
| 4        | Sung Baek Park     | 202    |
| 5        | Mahdi Sohrabi      | 163    |
| 6        | Gabriele Missaglia | 152    |
| 7        | Yukiya Arashiro    | 146    |
| 8        | Ahad Kazemi        | 144    |
| 9        | Jai Crawford       | 129    |
| 10       | Alberto Loddo      | 126    |

### Equipos
| Posición | Equipo                                    | Puntos |
| -------- | ----------------------------------------- | ------ |
| 1        | Giant Asia                                | 908    |
| 2        | Nippo Corporation                         | 585    |
| 3        | Serramenti PVC Diquigiovanni-Selle Italia | 463    |
| 4        | Hong Kong Pro Cycling                     | 419    |
| 5        | Islamic Azad University                   | 308    |

### Países
| Posición | País       | Puntos |
| -------- | ---------- | ------ |
| 1        | Irán       | 1.337  |
| 2        | Japón      | 1.103  |
| 3        | Kazajistán | 448    |
| 4        | Hong Kong  | 445    |
| 5        | Uzbekistán | 428    |

### Países sub-23
| Posición | País          | Puntos |
| -------- | ------------- | ------ |
| 1        | Corea del Sur | 336    |
| 2        | Irán          | 238    |
| 3        | Malasia       | 184    |
| 4        | Japón         | 144    |
| 5        | Hong Kong     | 122    |